# Johannes Schöner der Jüngere

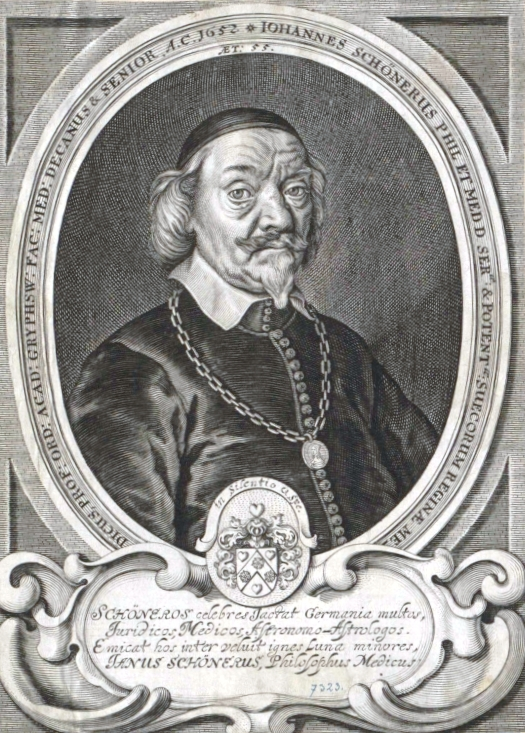
Johannes Schöner d. J.

Johannes Schöner der Jüngere (* 11. Juli 1597 in Edinburgh; † 19. April 1656 in Stralsund) war ein schottisch-deutscher Mediziner.

## Leben
Geboren als Sohn des Leibmediziners der Königin von England in Edinburgh, Martin Schöner, und seiner Frau Lucretia, der Tochter des Freiherrn von Caßgoure und der Catharina Ouggelbey, hatte er väterlicherseits viele Ahnen, die aus Schlesien und Thüringen stammten. Unter ihnen befanden sich Juristen, Ärzte und Mathematiker. Seinen Namen erhielt er von dem Bruder seines Großvaters (Martin Schöner), Johannes Schöner, der in Nürnberg ein hochangesehener Mathematiker war und den Philipp Melanchthon einst wegen seiner Bücher lobte.
Er wurde selbst in seiner Kindheit von Hauslehrern unterrichtet und konnte so bereits mit 14 Jahren 1611 die Universität Edinburgh beziehen. Dort erwarb er sich am 25. Juli 1615 den akademischen Grad eines Magisters der Philosophie. Am 5. August brach er zu einer Bildungsreise nach Deutschland auf. Über Kopenhagen kommend, besuchte er die Universität Greifswald, im Anschluss die Universität Leipzig und blieb ein Jahr an der Universität Wittenberg, wo er bei Ernestus Hettenbach, Daniel Sennert und Tobias Tandler studierte. 1617 ging er an die Universität Frankfurt (Oder), wo er die Vorlesungen von Franciscus Omichius und Johann Weidner besuchte. 1619 kehrte er nach Greifswald zurück, wo er sich praktisch betätigte.
1621 begab er sich über Rostock, Wismar, Lübeck, Hamburg, Gröningen, Franeker und Leiden an den königlichen Hof in London, wo er auch eine Anstellung fand. Er besuchte weiter die Universität Oxford und die Universität Cambridge, kehrte nach Greifswald zurück und avancierte am 24. Oktober 1622 zum Lizentiaten der Medizin; noch im gleichen Jahr promovierte er zum Doktor der Medizin, wurde gleich danach zum außerordentlichen Professor der Philosophie berufen und erhielt schließlich 1628 eine ordentliche Professur der Philosophie.
Nach dem Tod von Johann Sturm wurde er ordentlicher Professor der Medizin und bald darauf auch Primarius der medizinischen Fakultät. In dieser Eigenschaft war er 1632/33 Rektor der Greifswalder Hochschule und mehrfach Dekan der medizinischen Fakultät. 1637 ging er wegen der Kriegsunruhen nach Stralsund, während sein Lehramt ein Substitut übernahm. In der Nacht vom 19. April bekam er einen Anfall und gab blutigen Eiter von sich. Alle Hilfe brachte nichts und er verstarb nachmittags um 5 Uhr in seinem 59. Lebensjahr. Sein Leichnam wurde am 24. April 1656 in St.-Jacobi-Kirche Stralsund beigesetzt.

## Familie
1622 vermählte sich Johannes Schöner in Greifswald mit Katharina Erskein († 18. November 1634), einer Tochter des dortigen schottischen Kaufmanns Walter Erskein (Erskin<e>, Erßken). Aus der zwölfjährigen Ehe gingen drei Söhne und fünf Töchter hervor. Bekannt sind:
- Lucretia Schöner verh. mit Martin Ratsack
- Anna Catharina Schöner verh. in Greifswald 1642 mit Joachim Koch (Kock)  (Rostock 1616–65), Advokat, Ratsherr 1656 in Rostock.
- Barbara Schöner verh. 1. Johannes Pecun und 2. Joachim Döling
- Sophia Schöner verh. mit Paul Eggert
- Jacob Schöner

Eine zweite Ehe ging Schöner am 1. November 1636 in Greifswald mit Elisabeth, der Tochter des Greifswalder Bürgers und Seidenhändlers Arend von Stetten, ein. Aus dieser 20-jährigen Ehe sind drei Söhne und vier Töchter hervorgegangen. Bekannt sind:
- Christina Maria Schöner
- Johannes Schöner
- Arnold Schöner
- Leonhard Schöner